# Conus stercusmuscarum
Conus stercusmuscarum é uma espécie de gastrópode do gênero Conus, pertencente a família Conidae.

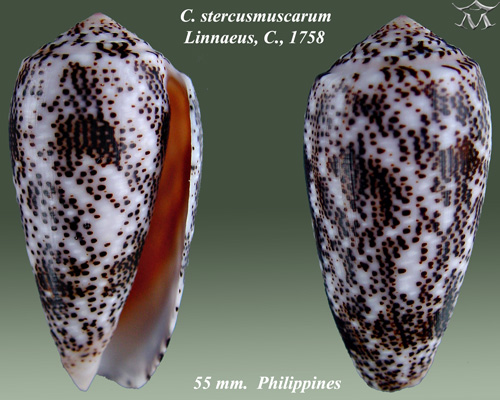
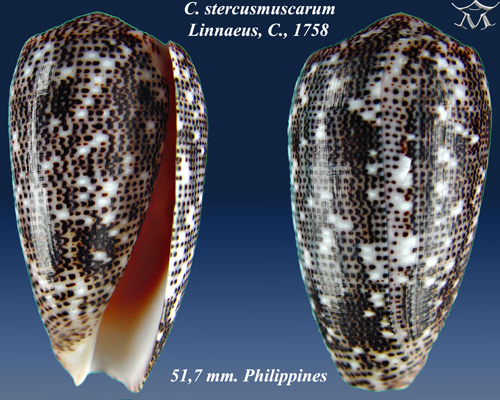
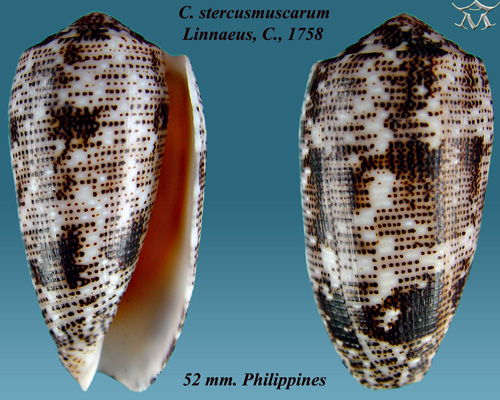